# Heraclia minerva
Heraclia minerva là một loài bướm đêm trong họ Noctuidae.